# چلا مونته
چلا مونته (به ایتالیایی: Cella Monte) یک کومونه در ایتالیا است که در استان آلساندریا واقع شده‌است.

## خصوصیات
چلا مونته ۵٫۶ کیلومترمربع مساحت و ۵۴۲ نفر جمعیت دارد و ۲۶۸ متر بالاتر از سطح دریا واقع شده‌است.